# Гервасий Орологас
Гервасий (на гръцки: Γερβάσιος, Гервасиос) е православен духовник, митрополит на Вселенската патриаршия.

## Биография
Роден е със светската фамилия Орологас (Ωρολογάς) в 1864 (или в 1856) година в понтийското градче Аргируполи. Остава рано сирак и е под опеката на митрополит Гервасий Халдийски. В 1888 година завършва Халкинската семинария с дисертация „За това, че Апостол Петър отиде в Рим, но не е основател на тамошната църква“ (Ότι ο Απόστολος Πέτρος μετέβη μεν εις Ρώμην, δεν εγένετο όμως θεμελιωτής της εν αυτή Εκκλησίας). От 1888 до 1891 година е директор на гръцкото училище в родния си град. След това служи като протосингел в Ираклийската митрополия от 1891 до 1893 година и като велик протосингел на Вселенската патриаршия от 1893 до 1895 година.
На 30 април 1895 година в храма „Животворящ източник“ в Балъклъ е ръкоположен за корчански, пърметски и москополски митрополит. На 14 май 1902 година е избран за кесарийски митрополит с 11 гласа срещу митрополит Николай Анкарски и Софроний Струмишки (1 глас). На 16 март 1910 година е избран за янински митрополит.
Умира в Янина на 31 май 1916 година.